# Metagrion indentatum
Metagrion indentatum là loài chuồn chuồn trong họ Argiolestidae. Loài này được Theischinger & Richards mô tả khoa học đầu tiên năm 2006.